# Bing & Grøndahl
Bing & Grøndahl A/S var en porcelænsfabrik i København beliggende på hjørnet af Vesterbrogade (nr. 149) og Rahbeks Allé. Den blev oprettet 19. april 1853 af Frederik Vilhelm Grøndahl samt brødrene Meyer Herman Bing og Jacob Herman Bing. Grøndahl var især den teknisk kyndige. I 1885 blev Harald Bing eneejer af fabrikken, og i 1895 gik virksomheden over til et aktieselskab, mens Bing fortsatte som adm. direktør.

## Historie
I 1895 lanceredes Mågestellet efter design af Fanny Garde. Et par generationer senere i 1950'erne fik Mågestellet prædikatet ”Danmarks nationalstel”, idet man mente at det forefandtes i hvert 10. hjem.
Bing & Grøndahl lancerede i 1895 som de første en juleplatte, og de har stået for en stor og velanskrevet produktion af kunsthåndværk. Desuden kom i samme periode et konkurrerende produkt til Den Kongelige porcelænsfabrik: Et musselmalet stel, der kun adskiller sig fra Den kgl.’s tilsvarende stel ved nogle detaljer ved at være udformet med 3-delt fiskeskælsformet relief, hvor forlægget er 4-delt og riflet.
Som mærke valgte Bing & Grøndahl i 1898 De Tre Tårne – et ældgammelt symbol på København.
Bing & Grøndahl overtog 1. september 1972 A/S Kronjyden Randers Fajance & Stentøjsfabrik (indtil da ejet af fabrikant Rich. Nissen, Langå). Stentøjsproduktionen herfra flyttedes i 1988 over til Royal Copenhagen og fabrikken blev nedlagt efter at have eksisteret siden 1937.
Bing & Grøndahl A/S blev i 1987 sammenlagt med konkurrenten Royal Copenhagen, der var opstået som en fusion mellem Den Kongelige Porcelænsfabrik og Holmegaard Glasværk to år forinden.

## Platter
Ud over de velkendte Jule- og Mors dags platterne producerede Bing & Grøndal også gennem en årrække (især i fra 1960'erne og frem) en række platter med forskellige motivserier - eks.: 
- Skibsplatter
  - Flere forskellige serier af platter med danske og udenlandske skibe
- Flyplatter
  - Dansk indregistrerede flyvemaskiner
- Tog- & Jernbaneplatter
  - En serie med danske tog / lokomotiver, samt enkelt platter med jernbane relaterede motiver
  - Platter med relationer til sporvejene i Danmark
- H. C. Andersen 
  - Flere mindre serier af platter med motiver inspireret af H.C. Andersens eventyr

- Hvid 18 cm med guldkant
  - Den største serie var dog en serie af hvide 18 cm platter med med guldkant. Disse blev ofte udgivet i samarbejde med lokale isenkræmmere og havde motiver fra isenkærmmerens lokalområde. Det kunne være kirker, kendte bygninger, pladser etc. [2]
  - Blå 18 cm 
    - Der blev desuden i mindre grad udgivet en serie af blå 18 cm platter med samme type af motiver. Der blev desuden udgivet mideplatter, platter med motiver fra en organisation eller virksomhed og meget mere.
- Mindre og mellemstore serier 
  - Ud over ovenstående blev der udgivet en helrække mindre serier af platter 8 cm og på til 32 cm[2] [3]

## Ledelse
Denne liste er ufuldstændig; hjælp gerne med at udfylde den.
- -1885 Ludvig Bing
- 1880-1924 Harald Bing (teknisk leder fra 1868)
- 1924-1959 Poul Simonsen (underdirektør fra 1904, direktør fra 1915-1944)
- 1959-1965 Ole Simonsen (underdirektør fra 1934, direktør fra 1942)
- 1965- Axel Kristensen (direktør fra 1965-) [død 1971]
- 1969-1987 Ebbe Simonsen (underdirektør 1969, direktør 1970-1975, administrerende direktør 1975-1987, administrerende direktør i Royal Copenhagen 1987)

### Kunstneriske ledere
- 1853-1868 Andreas Juuel (reelt også bestyrer af fabrikken fra 1857)
- 1868-1890 Heinrich Hansen
- 1885-1892 Pietro Krohn (senere medlem af bestyrelsen)
- 1897-1900 J.F. Willumsen

### Andre kunstnere tilknyttet fabrikken
| År                  | Kunstner                                 | Betydeligste kunstneriske markering hos B&G |
| ------------------- | ---------------------------------------- | --- |
|                     | Bertel Thorvaldsen                       | Fabrikken producerede små biskuitfigurer, kopieret efter Thorvaldsens værker |
| 1865                |                                          | Sommerfuglestel, som blev fremstillet til lensbaron Carl Frederik Iuel-Brockdorffs bryllup i 1865 med baronesse Julie Reedtz-Thott. |
| 1868-1890           | maleren Heinrich Hansen                  | Kunstnerisk leder. Tegnede til verdensudstillingen i London 1862 bl.a. et frokoststel med danske renæssancebygninger i polykrom bemaling |
| 1872-1896           | maleren Niels Christian Petersen         | |
| 1885                | Pietro Krohn                             | Kunstnerisk leder. Hejrestel, som hævder sig blandt de ypperste porcelænsstel i verden. Der er arbejdet i art nouveau-stilen, og den store opsats er især iøjnefaldende, dens skål, der er formet som en blomsterkrone, bæres af fire hejrer, frit modellerede. På tallerkner og fade ses dansende og flyvende hejrer. |
| Midten af 1890'erne | maleren F.A. Hallin                      | Blå underglasurmaleri. De kendte juleplatter. |
| 1896-1947           | maleren Cathinca Olsen                   | Keramik og stentøj. |
| 1897-1900           | maleren og billedhuggeren J.F. Willumsen | Kunstnerisk leder. Store, vel gennemarbejdede, kraftige former og farver. Fri porcelænskunst. Dyb metallisk farve, der kan stå som mørk eller lys bronze, til underglasurpaletten, der i forvejen bestod af koboltblå, grøn og rosa. Guld bandlystes i hans tid.                                                       |
| 1897-1899           | maleren Edith Willumsen                  | |
| 1898-1900           | maleren Svend Hammershøi                 | |
| 1910                | billedhuggeren Kai Nielsen               | Mange populære porcelænsfigurer, mest kendt er nok Venus Kalipygos |
| oktober 1923        | billedhuggeren Jean Gauguin              | Skulpturen Havhesten af Jean Gauguin blev afsløret i 1935 i Østerbro Svømmehal, men blev ødelagt som følge af et væltet stillads den 14. juni 1952. Resterne af skulpturen findes på Vejen Museum. |
| 1925                | billedhuggeren Axel Salto                | Inspireret af naturens kræfter og energier, især planternes vækst og forsøgte at fange selve vækstens bevægelse i sine vasers form. Axel Salto pyntede sine vaser med en vildskab, der endte med at opløse den originale vaseform.                                                                                     |
| 1969                | Grafiker og formgiver Bo Bonfils         | Tegnede "Apotekerserien" for B&G. Bestående af krydderikrukker og andre beholdere, og er karakteristisk ved en bordeaux kantstribe på låget, samt en sort antiqua-skrift som beskriver indholdet af krukken. |